# RENFE

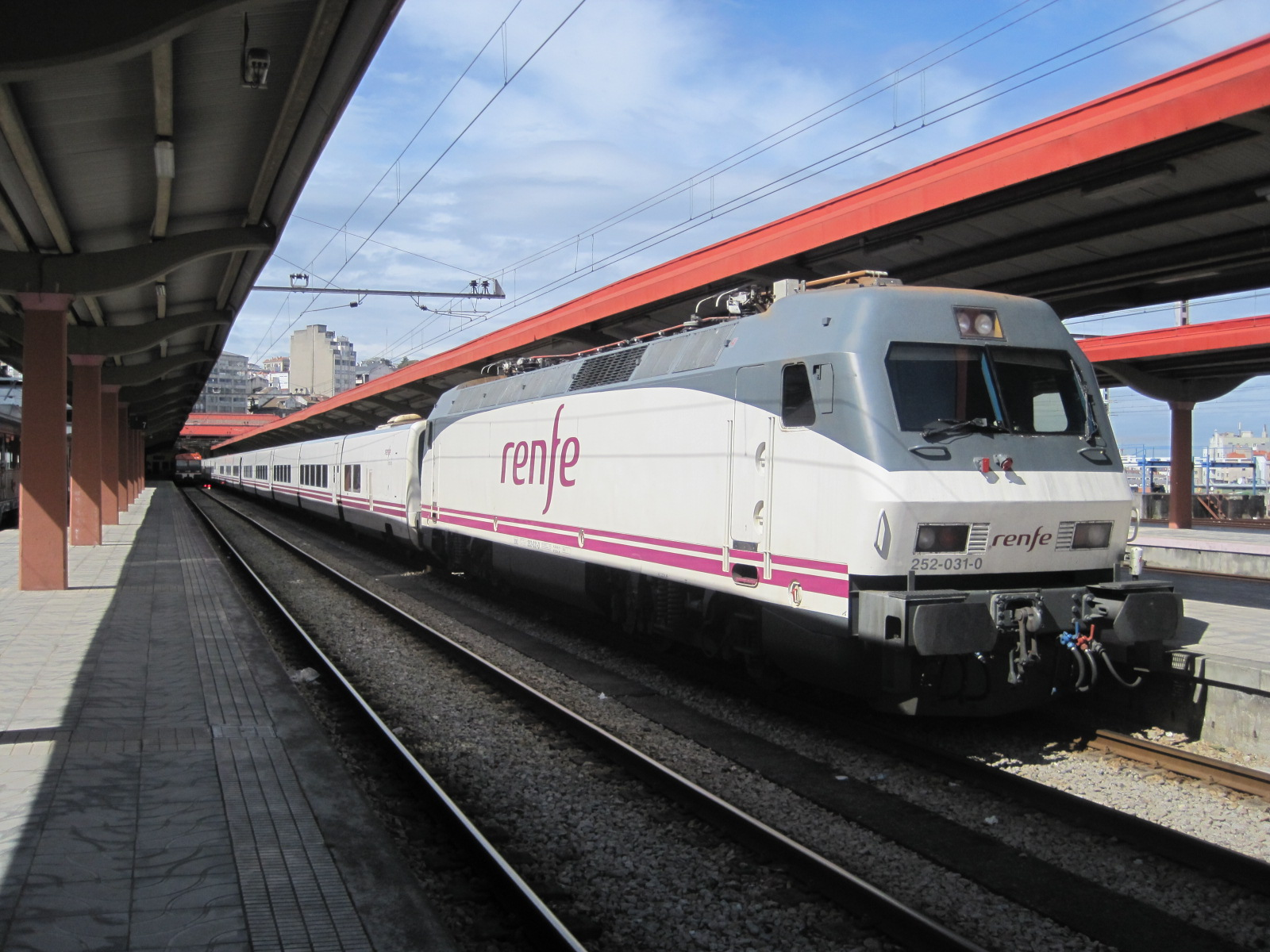
Поезд со спальными вагонами Виго — Барселона

Renfe-Operadora — оператор железнодорожных перевозок в Испании. Образован в результате разделения в 2005 году национальной железнодорожной компании исп. Red Nacional de Ferrocarriles Españoles — RENFE, на оператора перевозок и оператора инфраструктуры (Administrador de Infraestructuras Ferroviarias).
Протяжённость сети 15 000 км. Большая часть из них — с широкой колеёй (1668 мм), что больше, чем в России (1520 мм) и Европе (1435 мм). Часть сети, высокоскоростная дорога AVE, сделана со стандартной европейской шириной.

## История
Государственное предприятие Red Nacional de los Ferrocarriles Españoles (RENFE, Национальная сеть железных дорог Испании) было образовано 24 января 1941 года на основе национализированных частных испанских железнодорожных компаний; в отличие от большинства других государственных предприятий RENFE не входило в состав Национального института промышленности (ИНИ), а подчинялось непосредственно правительству. В 1964 году устав предприятия был изменён, оно стало коммерческой организацией, но оставалось в государственной собственности. С середины 1970-х годов началась модернизация железнодорожной сети, а в 1992 году открылась первая высокоскоростная линия сети AVE. Для создания конкурентного рынка перевозок 1 января 2005 года RENFE разделена на агентство по управлению инфраструктурой (вокзалы, путь, сигнализация и другое) (Administrador de Infraestructuras Ferroviarias) и компанию-оператора Renfe Operadora, владеющую подвижным составом и осуществляющую грузовые и пассажирские перевозки. В 2012 году был поглощён оператор узкоколейных железных дорог Испании Ferrocarriles Españoles de Vía Estrecha (с 1965 году он функционировал независимо от RENFE, хотя также был в государственной собственности).